# 獅子座A
獅子座A（也稱為獅子座 III） 是一個屬於本星系群的不規則星系，距離地球225萬光年遠。